# スーパーリーグ・フォーミュラ
スーパーリーグ・フォーミュラ（Superleague Formula）は、2008年から2011年にかけて行われていたフォーミュラカーによるレースカテゴリー。

## 概要
元々は2002年に発足が計画されていた「プレミア1グランプリ」（w:en:Premier 1 Grand Prix）構想から発展したシリーズ。同シリーズの「サッカーの有力プロチームとモータースポーツのコラボレーション」というコンセプトを受け継ぎ、シリーズ発足当初は、レースに参戦する各チームがコラボレーション先となるサッカークラブのユニフォームと同じカラーリングのマシンを走らせ、チーム名も基本的にサッカークラブの名称を名乗る形を取った。
初年度となった2008年はシーズン開幕が8月にずれ込んだため、レース数も全6戦となったが、主催者側では次年度以降順次規模を拡大し「2012年にはシリーズを全17戦（うち欧州外で4戦）に拡大する」方針を明らかにしていた。しかしリーマン・ショック以降の世界的な景気低迷の影響で、2009年もレース数は全6戦にとどまったため、「2012年に全15戦（うち欧州外で3戦）」と目標を下方修正。2010年には初の欧州外での開催となる中国ラウンド（上海インターナショナルサーキット）が行われた。
2011年は、景気低迷の影響からシリーズがわずか2イベントのみの開催と大きく減少。さらにコラボレート先となるサッカーチームも大きく減少した。このため主催者では、シリーズを従来のサッカーチーム対抗戦から「国別対抗戦」形式に改めた。ただし一部のチームには引き続きサッカーチームの名称が残った。またその他のチームについて、日本チームや韓国チームなど、ドライバー・チームとも全く当該国籍と関係がないチーム（勝手に国名を名乗っているだけ）がいくつか存在した。
シリーズにおいてはチーム名を前面に出す運営が行われており、シリーズチャンピオン争いもチームチャンピオンによるものが主体とされた。ドライバーにはロバート・ドーンボス、アントニオ・ピッツォニア、セバスチャン・ボーデなどの元F1ドライバーも起用されているが、多くは無名のドライバーが占めていた。このためエンジン出力等でGP2を上回りF1に迫る性能のマシンを用いながらも、シリーズチャンピオン及びランキング上位者に対するスーパーライセンスの発給が認められないなど、レースの格という面ではGP2やフォーミュラ・ニッポン、インディカー・シリーズ等より下、F3よりは上という形で見られることが多かった。これはA1グランプリなど、ほぼ同時期に発足した新興フォーミュラレースの多くに共通する悩みであった。
しかし2013年からローラ・カーズ製シャシー導入を発表した2011年10月を最後に公式サイトが更新を停止。さらに国際格式レースの開催に必要な国際自動車連盟（FIA）の2012年シーズンカレンダーにも本シリーズが記載されないなどシリーズ継続が絶望視された。2012年に入っても本シリーズの開催告知やレースが行われることはなく、終了に関する公式発表のないままシリーズは消滅した。

## マシン
マシンはワンメイクとなっており、エンジンは4.2リッターのV型12気筒・自然吸気エンジンで約750馬力を発生。エンジン供給はかつてF1のスーパーアグリF1チームとも関わりのあった、イギリスのメナード・エンジニアリングが担当。
シャシーは2012年までは、アメリカのエランモータースポーツテクノロジーズ（実質的には傘下のパノス）が供給するものを使用し、2013年からは新たにローラ・カーズが開発したシャシーを導入する予定としていた。

## 参加チーム

### シリーズ終了時点
- PSVアイントホーフェン（2008年 - ）
- RSCアンデルレヒト（2008年 - ）
- ガラタサライSK（2008年 - ）
- アトレティコ・マドリード（2008年 - ）
- FCジロンダン・ボルドー（2010年 - ）
- ACスパルタ・プラハ（2011年 - ）

### 過去の参加チーム
- アル・アインFC（2008年 - 2009年第2戦）
- ボルシア・ドルトムント（2008年）
- レンジャーズFC（2008年 - 2009年）
- FCミッティランド（2009年）
- チーム・チャイナ（2010年第10・11戦）[3]
- ACミラン（2008年 - 2010年）
- リヴァプールFC（2008年 - 2010年）
- ASローマ（2008年 - 2010年）
- FCポルト（2008年 - 2010年）
- SCコリンチャンス（2008年 - 2010年）
- セビージャFC（2008年 - 2010年）
- トッテナム・ホットスパーFC（2008年 - 2010年）
- FCバーゼル（2008年 - 2010年）
- CRフラメンゴ（2008年 - 2010年）
- オリンピアコスFC（2008年 - 2010年）
- オリンピック・リヨン（2009年 - 2010年）
- スポルティングCP（2009年 - 2010年）
- 北京国安（2008年、2010年第2戦 - 最終戦）